# NHL Winter Classic 2015
Das NHL Winter Classic 2015 war ein Freiluft-Eishockeyspiel, das am 1. Januar 2015 im Rahmen der Saison 2014/15 der National Hockey League (NHL) ausgetragen wurde. In dieser siebten Auflage des NHL Winter Classics gewannen die Washington Capitals im Nationals Park von Washington, D.C. mit 3:2 gegen die Chicago Blackhawks. 

## Hintergrund

### Teilnehmende Mannschaften

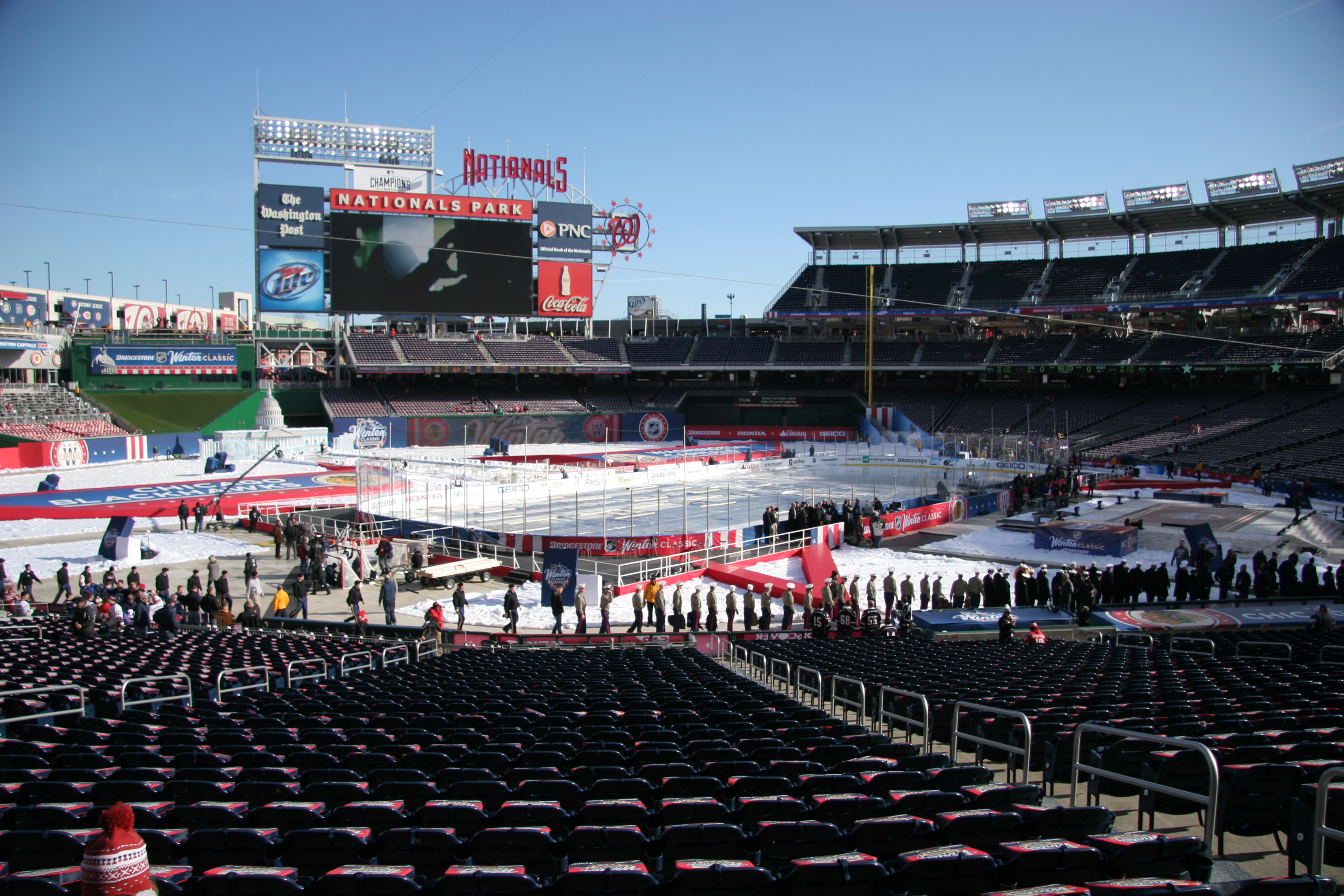
Der Nationals Park vor dem Spielbeginn

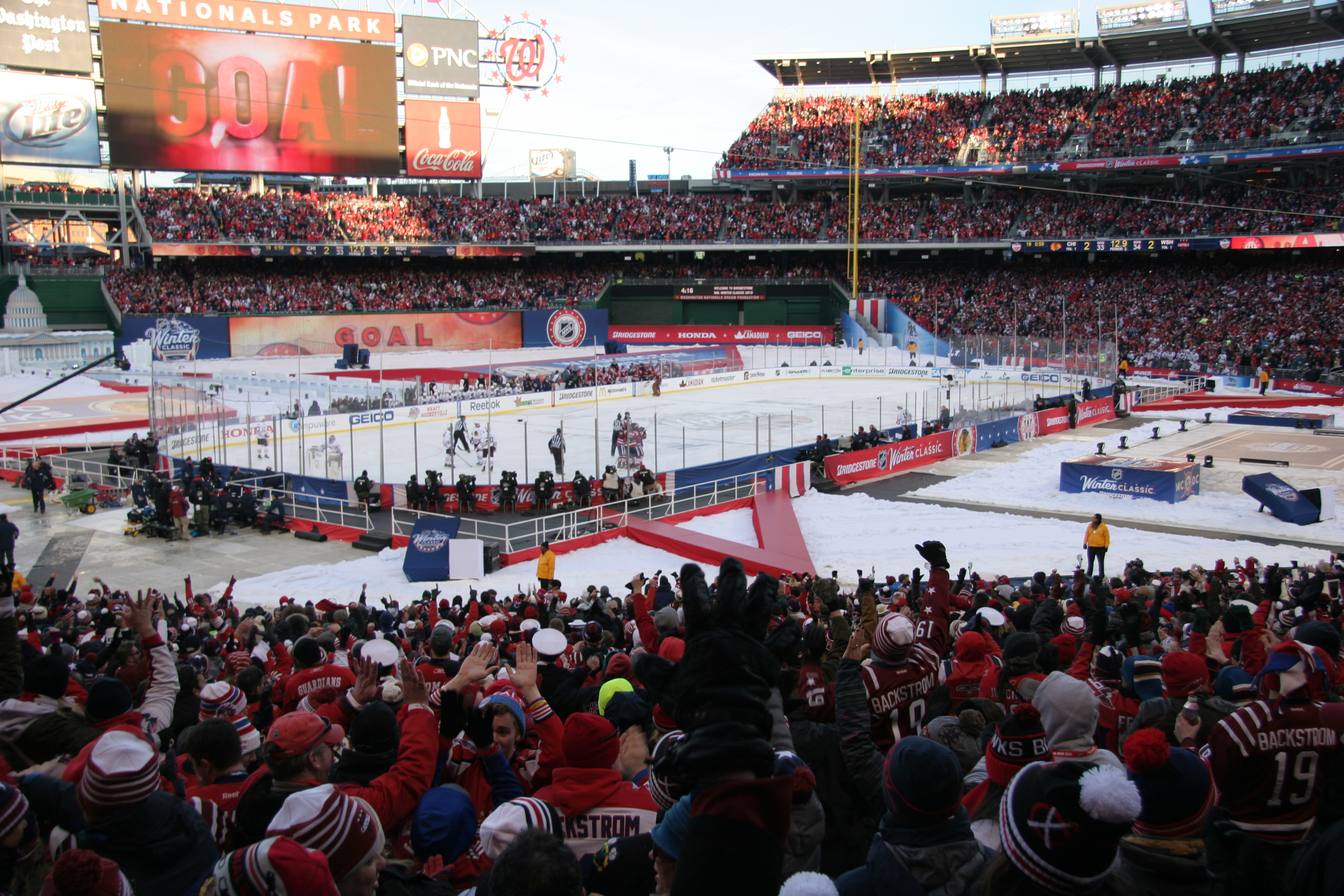
Szene nach dem spielentscheidenden Tor

Gary Bettman, Commissioner der NHL, versprach bereits bei der Vergabe des NHL Winter Classic 2011 (Pittsburgh Penguins gegen Washington Capitals in Pittsburgh), dass die Capitals innerhalb der nächsten zwei bis drei Jahre ein Winter Classic ausrichten dürften. Diese Frist wurde durch den Lockout der Saison 2012/13 um ein Jahr verlängert, da die Detroit Red Wings ihr NHL Winter Classic erst 2014 statt 2013 ausrichten konnten. Im September 2013 wurde die Vergabe nach Washington, D.C. offiziell bekanntgegeben.
Im Juni 2014 wurden dann, im Rahmen der Veröffentlichung des Spielplans der Saison 2014/15, die Chicago Blackhawks als Gegner der Capitals angekündigt. Damit ist es sowohl für die Capitals (2011 gegen die Pittsburgh Penguins) als auch für die Blackhawks (2009 gegen die Detroit Red Wings) die zweite Teilnahme an einem NHL Winter Classic.
Zudem ist dies die erste Paarung eines Winter Classics, die nicht als klassische Rivalität zweier NHL-Teams angesehen wird.

### Spielort
In der engeren Auswahl für den Spielort waren das FedExField, der Nationals Park, das Robert F. Kennedy Memorial Stadium sowie der Oriole Park at Camden Yards. Dabei galt der Nationals Park, in dem für gewöhnlich das Baseballteam der Washington Nationals seine Spiele austrägt, von Anfang an als Favorit und wurde im September 2014 auch als Spielstätte bestätigt.

### Sportliche Ausgangssituation
Vor dem Spiel hatten die Chicago Blackhawks 37, die Washington Capitals 36 Spiele absolviert. Dabei führten die Blackhawks die Central Division an und befanden sich in der Tabelle der gesamten Liga auf dem zweiten Rang (hinter den Anaheim Ducks). Ferner wies Chicago mit +37 die beste Tordifferenz sowie mit 78 Gegentoren (gemeinsam mit Nashville) die beste Defensive auf. Die Washington Capitals hingegen belegten nur Platz 4 der Metropolitan Division und Rang 17 in der gesamten Liga.
Beide Teams standen sich in der regulären Saison bereits einmal gegenüber. Am 7. November 2014 gelang den Capitals ein 3:2-Auswärtserfolg in Chicago.

## Spiel
Wie bereits in vorherigen Jahren trugen beide Mannschaften historisch inspirierte Trikots. Dabei liefen die Washington Capitals unter einem eigens für das Winter Classic entworfenen Logo auf.

### Verlauf
| 1. Januar 2015 13:30 Uhr (Ortszeit) | Washington Capitals Eric Fehr (7:01) Alexander Owetschkin (11:58) Troy Brouwer (59:47) | 3:2 (2:1, 0:1, 1:0) Spielbericht | Chicago Blackhawks Patrick Sharp (13:36) Brandon Saad (23:15) | Nationals Park, Washington, D.C. Zuschauer: 42.832 |

Als Three Stars wurden Alexander Owetschkin, Patrick Sharp und Troy Brouwer ausgezeichnet.

### Kader
| Washington Capitals | Torhüter: Braden Holtby, Justin Peters 1 Verteidiger: Karl Alzner, John Carlson, Mike Green, Jack Hillen, Matt Niskanen, Brooks Orpik (A) Angreifer: Nicklas Bäckström (A), Jay Beagle, Troy Brouwer, Jason Chimera, Eric Fehr, Marcus Johansson, Jewgeni Kusnezow, Brooks Laich, Michael Latta, Alexander Owetschkin (C), Joel Ward, Tom Wilson Cheftrainer: Barry Trotz               |
| Chicago Blackhawks  | Torhüter: Corey Crawford, Antti Raanta 1 Verteidiger: Niklas Hjalmarsson, Duncan Keith (A), Johnny Oduya, Michal Rozsíval, David Rundblad, Brent Seabrook Angreifer: Bryan Bickell, Daniel Carcillo, Marián Hossa, Patrick Kane, Marcus Krüger, Brad Richards, Brandon Saad, Patrick Sharp (A), Andrew Shaw, Ben Smith, Jonathan Toews (C), Kris Versteeg Cheftrainer: Joel Quenneville |
|                     | 1 Peters und Raanta standen als Ersatztorhüter im Kader, kamen allerdings beide nicht zum Einsatz. |